# Марк (Тужиков)
Митрополит Ма́рк (в миру Алексей Викторович Тужиков; 26 сентября 1961, Москва, РСФСР, СССР) — архиерей Русской православной церкви, митрополит Вятский и Слободской. Почётный гражданин города Хабаровска.

## Биография
В 1978 году окончил среднюю школу в Москве. Известно, что с детства увлекается фотографией: так, первый фотоаппарат был подарен родителями, когда он пошёл в первый класс.
В 1978—1979 работал чертёжником-конструктором в ПИ-2 Госстроя СССР. В 1979—1981 — служба в Вооружённых Силах СССР. С 1981 по 1985 год работал в вычислительном центре Гидрометеорологического научно-исследовательского центра СССР электромехаником 6-го разряда и одновременно учился в Всесоюзном заочном финансово-экономическом институте. В 1986—1988 годах работал на автокомбинате № 2 Госкоминтуриста СССР электромехаником 6-го разряда.
В 1988 году поступил в Московскую духовную семинарию, по окончании которой в 1991 году был принят в Московскую духовную академию.
В 1991 году был пострижен в монашество с именем Марк.
18 июля 1992 года был рукоположён в иеродиакона Патриархом Алексием II.
В ноябре 1992 года направлен на послушание в Астраханскую епархию — вместе с новым епископом Астраханским и Енотаевским Ионой (Карпухиным).
В конце 1992 года был рукоположён в иеромонаха епископом Астраханским Ионой (Карпухиным) и назначен ключарём Покровского кафедрального собора Астрахани.
1 января 1993 года назначен настоятелем Успенского кафедрального собора Астраханского кремля. Одновременно выполнял обязанности делопроизводителя епархии, войскового священника Астраханского казачьего войска, входил в состав консультативного совета при главе администрации Астраханской области, являлся членом Епархиального совета..
Летом 1993 года возведён в сан игумена.

### Архиерейство
16 июля 1995 года Священный синод определил ему быть епископом Хабаровским и Приамурским. 2 сентября в Богоявленском кафедральном соборе города Москвы состоялось наречение, а 3 сентября в том же соборе за Божественной литургией — архиерейская хиротония. Хиротонию совершили патриарх Московский и всея Руси Алексий II, митрополит Крутицкий и Коломенский Ювеналий (Поярков); архиепископы Валентин (Мищук), Клинский Лонгин (Талыпин), Солнечногорский Сергий (Фомин); епископы Истринский Арсений (Епифанов), Бронницкий Тихон (Емельянов), Абаканский и Кызылский Викентий (Морарь), Дмитровский Иннокентий (Васильев), Астраханский и Енотаевский Иона (Карпухин), Вологодский и Великоустюжский Максимилиан (Лазаренко), Верейский Евгений (Решетников), Орехово-Зуевский Алексий (Фролов).
С 17 июля по 11 ноября 2001 года временно управлял Южно-Сахалинской епархией.
25 февраля 2005 года возведён в сан архиепископа.
10 июня 2005 года постановлением Священного синода назначен ректором Хабаровской духовной семинарии.
С 28 июня 2008 по 31 марта 2009 года временно управлял Анадырской епархией.
22 марта 2011 года назначен архиепископом Вятским и Слободским.
30 мая того же года был освобождён от ректорства в Хабаровской духовной семинарии.
5 октября 2011 года утверждён в должности священноархимандрита Вятского Успенского Трифонова мужского монастыря города Кирова.
4 октября 2012 года назначен главой новообразованной Вятской митрополии. В связи с этим 8 октября возведён в митрополита.

## Деятельность в Анадырской епархии
В связи с прещениями, наложенными 27 июня 2008 года Архиерейским собором РПЦ на епископа Анадырского и Чукотского Диомида (Дзюбана), и отстранением последнего от управления епархией с запрещением в священнослужении решением Священного синода от 28 июля того же года, был назначен временно управляющим Анадырской епархией.
Назначение было негативно воспринято частью клира и мирян Анадырской епархии, а также самим епископом Диомидом. 24 июля 2008 года было официально сообщено, что временно управляющий Чукотской епархией архиепископ Марк запретил в служении четверых «священников-диомидовцев».
25 июля обратился с заявлением в прокуратуру Анадыря о хищении уставных документов, в чём ему было отказано, по сообщениям СМИ. 25 июля 2008 года запрещённый архиепископом Марком иеромонах Спиридон (Бахарев) и группы мирян Анадырской епархии направили «Обращение» в Церковный суд РПЦ на имя его председателя митрополита Екатеринодарского и Кубанского Исидора (Кириченко), в котором обвиняли архиепископа Марка в имущественных и финансовых злоупотреблениях, самоуправстве и сожжении икон храма Преображения Господня в Анадыре. 7 августа 2008 года правоохранительные органы окончательно передали архиепископу Марку епархиальный устав и прочие учредительные документы.

## Инцидент с самоубийством протоиерея Петра Шака
При вступлении в управление Вятской епархией архиепископ Марк произвёл кадровые перестановки, в частности, протоиерей Пётр Шак был лишён должности настоятеля Успенского собора города Вятки. Отец Пётр тяжело воспринял потерю должности, перенёс инфаркт, а 7 июня 2011 года его тело было обнаружено в петле в его доме. Инцидент получил освещение в СМИ. «Известия» описывают как самую распространённую версию объяснения происшедшего то, что отец Пётр «был затравлен».

## Возмущение народа ценовой политикой правящего архиерея
В июне 2011 года архиепископ Марк издал указ о повышении цен на свечи и церковные требы. В ряде приходов народ и духовенство высказывают активное недовольство непосильными сборами.
Ужас, что происходит в церкви сейчас. Цены выросли в несколько раз. Например, крещение, по новому прейскуранту, стоит 1 000 рублей! Однако, это только разовое обращение, а вот молебны и панихиды по 100 рублей! Всего месяц назад они стоили 10-15 рублей!
Особенно возмутилось сельское население Кировской области. Прихожане одного из приходов Верхнекамского района подготовили обращение на имя архиепископа Марка, опубликовав его в районной газете, а копию документа направили в Управление делами Московской Патриархии. Учитывая, что Кировская область в рейтинге по ВРП на душу населения находится на 64 месте, данное решение было воспринято как поспешное и не учитывающее положения народа.
Архиепископ Марк после волны протеста посетил Верхнекамский район, попытался разобраться в ситуации с ценами, встретился с народом, высказал слова поддержки:
Единство в Церкви Христовой достигается кровавым потом, – заключил Владыка. – Поэтому помните: блаженны миротворцы, ибо они будут наречены сынами Божиими.
По словам прихожан цены на требы не были снижены, а новая волна возмущений прошла после того, как верующие узнали о том, что архиепископ Хабаровский Игнатий (Пологрудов) по прибытии в Хабаровск (бывшее место служения владыки Марка) снизил цены на свечи.

## Роспуск Вятского архиерейского хора
В октябре 2011 году архиепископ Марк начал реконструкцию главного собора г. Кирова в честь Успения Божией Матери, который располагается в древней обители преподобного Трифона. (Начиная с 1993 года этот храм стал кафедрой правящего архиерея после реставрации его в начале 90-х. В советское время здесь располагался архив Кировской области. В 1991 году митрополит Хрисанф (Чепиль) начал реставрацию собора и вскоре храм был вновь освящен.) Владыка Марк распорядился демонтировать балкон, предназначенный для архиерейского хора. Это действие вызвало недовольство прихожан храма, которые ещё помнят красивое благозвучное пение, которое когда-то звучало в стенах собора. Архиерейский хор, созданный ещё покойным митрополитом Хрисанфом, владыка Марк расформировал, несмотря на протесты певчих и прихожан:
К сожалению, нынешнее руководство Вятской епархии, стремясь восстановить историческое назначение данного храма, не предлагает ничего взамен. С упразднением архиерейского хора, разрушением балкона с хорами подавляется церковно-певческое хоровое искусство на Вятской земле. Но сравняв с землей все традиции Вятки нельзя уничтожить память о них, тем более завоевать любовь и доверие людей.
Успенский собор является одним из старейших храмов в Кировской области. Здесь покоятся мощи основателя монастыря — преподобного Трифона. В 1994 году собор посетил Патриарх Алексий II, а в 1997 году здесь побывал митрополит Смоленский и Калининградский Кирилл (ныне Патриарх Московский и Всея Руси).
Этот собор обладает лучшими акустическими данными для исполнения духовной хоровой музыки. Свидетельство этому — многократные записи песнопений архиерейского хора, в том числе юбилейного диска 2007 года. Восхищение хоровым пением высказывал и митрополит Иларион (Алфеев), который с двухдневным визитом был в Вятке (Киров) в 2009 году.

## Награды
- Орден Дружбы (25 ноября 2004 года) — за большой вклад в возрождение духовно-нравственных традиций и укрепление гражданского мира[24].
- Медаль ордена «За заслуги перед Отечеством» II степени (28 декабря 2000 года) — за большой вклад в укрепление гражданского мира и возрождение духовно-нравственных традиций[25].
- Орден Преподобного Сергия Радонежского II степени.
- Почётный гражданин Хабаровска (22 мая 2007)[26]

## Публикации
статьи
- Речь при наречении во еп. Хабаровского // Журнал Московской Патриархии. 1995. — № 11. — С. 12-13.
- Дальним Востоком Россия не кончается // pravoslavie.ru, 2 марта 2006
- Хабаровская духовная семинария: первые итоги деятельности // Труды Хабаровской духовной семинарии: ежегодник. 2007 год / ред. игум. Петр (Еремеев) [и др.]. — Хабаровск: Хабаровская духовная семинария, 2008. — 964 с. — С. 9—14.
- Значение опыта и наследия Святителя Иннокентия Московского в деле развития православного образования на Дальнем Востоке // Иннокентьевские чтения: сб. материалов науч.-практ. конф., проходивших в г. Биробиджане / отв. ред. М. М. Жирдецкая. — Биробиджан : [б. и.], 2008. — С. 28-33.

интервью
- «Мы переживаем и чувствуем боль за настоящее и будущее нашей Родины». // bogoslov.ru, 12 июля 2005